# Cheryl Chapman
Cheryl Orth Chapman (* 17. April 1948 in Madison, Wisconsin) ist eine US-amerikanische Lehrerin und Autorin von Kinderbüchern. 
Cheryl Chapman wuchs in Wisconsin, Oklahoma, als das älteste von fünf Kindern auf. Zur Unterhaltung ihrer jüngeren Geschwister und deren Freunden begann sie bereits im Alter von sieben Jahren Geschichten zu erfinden und aufzuschreiben. Mehrere Umzüge von Wisconsin nach Minnesota, Illinois und Iowa ließen bei ihr die Liebe zum Reisen und die Freude am Kennenlernen neuer Menschen und Freundschaften entstehen.
Sie veröffentlichte ihr erstes Gedicht im Alter von zehn Jahren und spezialisierte sich während ihrer Schulzeit weiter in diesem Genre. Als Lehrerin widmete sie sich dann mit ihren Klassen der Förderung im Lesen von Büchern und dem Schreiben eigener Gedichte und Geschichten.
Durch ihr Studium der Psychologie, der sonderpädagogischen Förderung und der Entwicklung von Kindern sammelte sie weitere Erfahrungen für ihre Arbeit.
Zur Zeit der Hippie-Bewegung verbrachte sie ein Jahr in Heidelberg. Hier engagierte sie sich als Pazifistin und lernte Deutschland sowie die deutsche Sprache kennen. Die dabei gesammelten Eindrücke legte sie in Gedichten und Geschichten wieder, in denen Burgen, Schlösser und Drachen, aber auch eine besonders ausdrucksstarke Sprache immer wieder in der ihr eigenen Rhythmik und Melodik wiederkehren. Sie selbst sagt, sie schreibe nur Bücher, „um ein Lächeln auf die Gesichter der Zuhörer zu bringen“.
Zusammen mit ihrem Mann lebt und schreibt Cheryl Chapman in Brookfield, Illinois.

## Auszeichnungen
- 1987: Medgar Evers Service Award, La Grange Area NAACP (Illinois)
- 1991: Humanitarian Award, La Grange Area NAACP (Illinois)
- 1997: Golden Apple Award for Excellence in Teaching with 6-Month Sabbatical at Northwestern University (Chicago & Evanston, Illinois)
- 2006: Japan Fulbright Memorial Fund Teacher Workshop in Japan, Tokyo & Chigasaki

## Werke
- Pass the Fritters, Critters. Illustrationen von Susan L. Roth. Harcourt Brace & Company, Orlando 1993, ISBN 0-15-307278-4.
- Snow on Snow on Snow. Illustrationen von Synthia Saint James. Dial Books, New York 1994, ISBN 0-8037-1457-2.
- Dracko Drachenfresser. Aus dem Amerikanischen und mit Schwarzweiß-Fotos von Josef Mahlmeister. Mit Zeichnungen von Michael Kämpfer. Palabros de Cologne, Köln 2005, ISBN 3-9806184-7-1.